# یواس‌اس بوفورت (۱۷۹۹)
یواس‌اس بوفورت (۱۷۹۹) (به انگلیسی: USS Beaufort (1799)) یک کشتی بود که طول آن 52' 0" (keel) بود.